# Большой Арташ (Мамадышский район)
Большой Арташ — село в Мамадышском районе Татарстана. Входит в состав Албайского сельского поселения.

## География
Находится в центральной части Татарстана на расстоянии приблизительно 39 км на запад по прямой от районного центра города Мамадыш.

## История
Основано не позже середины XVII века, упоминалось также как Арняш. Относится к населенным пунктам с кряшенским населением.

## Население
Постоянных жителей было: в 1782 году — 121 душа мужского пола, 1859—581, 1897—923, 1908—1091, 1920—1006, 1926—1061, 1938—953, 1949—496, 1958—470, 1970—516, 1989—199, в 2002 году 126 (татары 71 %, кряшены 28 %, фактически все кряшены), в 2010 году 84.